# Interstate 238
L'Interstate 238 è un'autostrada interstatale degli Stati Uniti d'America. Essa collega Castro Valley a San Leandro, nella contea di Alameda.